# Campus spatial Paris Diderot
Le campus spatial Paris Diderot est un regroupement pluridisciplinaire scientifique, fédéré par un programme Pluri-Formation, entre l'Université Paris Diderot, l'Institut de physique du globe de Paris, l'Observatoire de Paris et l'École normale supérieure de Cachan, associé à l'exploration de l'Univers et à l'observation spatiale de la Terre.
Inscrit et financé par le contrat quadriennal 2009-2012 de l'Université Paris Diderot,,, il est principalement situé sur les campus de l'Université Paris Diderot et de l'Institut de physique du globe de Paris, notamment celui de Paris Rive Gauche.

## Objectifs généraux
Dans le cadre du critère pluridisciplinaire du campus spatial, de nombreux domaines sont mis en commun tels que la planétologie, l'astrophysique, la cosmologie, les mathématiques appliquées, la géographie humaine et les sciences sociales.
Le PPF s'inscrit dans une démarche publique de :
- favorisation des recherches pluridisciplinaires dans les domaines de l’observation de la Terre, de l’exploration planétaire, de l’étude de l’Univers et de la physique fondamentale;
- développement des enseignements autour des métiers du spatial;
- développement les expertises techniques spatiales permettant de proposer, de réaliser et d’exploiter des expériences spatiales sur le site de Paris Rive Gauche.

## Structure scientifique
Outre les quatre organismes principaux, d'autres organismes scientifiques s'associent au campus spatial Paris Diderot tels que le Centre national de la recherche scientifique, le Commissariat à l'énergie atomique ainsi que le Institut géographique national.
Le campus regroupe des laboratoires associés à plusieurs unités de formation et de recherche (UFR) de l'Université Paris Diderot. Il s'agit pour la plupart d'unités mixtes de recherche (UMR) attachées au Centre national de la recherche scientifique (CNRS) et à un ou plusieurs établissements partenaires. Dans la plupart des cas, ces laboratoires spatiaux sont également associés au Centre national d'études spatiales (CNES).
- Institut de Physique du Globe de Paris (IPGP) – UMR 7154
- Laboratoire Astrophysique-Particules-Cosmologie (APC) – UMR 7164
- Laboratoire Astrophysique, Interactions, Multi-échelles (AIM) – UMR 7158
- Laboratoire de Recherche en Géodésie (LAREG)
- Laboratoire d’Études Spatiales et d’Instrumentation en Astrophysique (LESIA) – UMR 8109
- Pôle de Recherche pour l’Organisation et la Diffusion de l’Information Géographique (PRODIG) – UMR 8586
- Centre de Mathématique et de leurs Applications (CMLA) – UMR 8536
- Laboratoire de Probabilités et Modèles Aléatoires (LPMA) – UMR 7599